# Brian Locking
Brian Locking (* 22. Dezember 1938 in Bedworth, Vereinigtes Königreich; † 8. Oktober 2020) war ein englischer Bassgitarrist.
Locking spielte zunächst Kontrabass in Skifflebands. Ab 1958 nahm er mit Vince Eager & The Vagabonds auf und gehörte dann zu The Wildcats. Im April 1962 löste er Jet Harris an der Bassgitarre bei den Shadows ab, für die er auch zwei Songs schrieb. Nach nur 19 Monaten verließ er die Gruppe, um mehr Zeit für die Verbreitung seiner religiösen Überzeugung als Zeuge Jehovas zu haben. 1968 kehrte er kurze Zeit als Ersatz für den in einer nervlichen Krise steckenden John Rostill zurück. Anschließend arbeitete Locking gelegentlich als Studiomusiker. 
Locking trug den Spitznamen „Licorice“.
Brian "Licorice" Locking starb am 8. Oktober 2020 nach langer, schwerer Krankheit in einem Hospiz.